# Василий (Качавенда)
Епи́скоп Васи́лий (серб. Епископ Василије, в миру Любомир Качавенда, серб. Љубомир Качавенда; род. 19 декабря 1938, Сараево) — архиерей Сербской православной церкви на покое; бывший епископ Зворницко-Тузланский (1978—2013).

## Биография
Окончил Белградскую духовную семинарию, мечтал отправиться учиться в Московскую духовную академию, но в те времена это было для него невозможно. Окончил Богословский факультет Белградского университета. Изучал юридические науки на юридическом факультете и археологию.
В 1957 году в монастыре Озрен пострижен в монашество с именем Василий. В 1960 году хиротонисан во иеромонаха, вскоре возведён в протосингела. Назначен на должность архиерейского наместника и секретаря церковного суда в Озрене.
В 1978 году избран епископом Зворницко-Тузланским. 25 июня 1978 года состоялась его епископская хиротония в кафедральном соборе Белграда, а 16 июля 1978 года последовало его настолование.
С приходом владыки Василия епархия пережила возрождение, но гражданская война 1991—1995 годов нанесла ей большой урон. По окончании войны епископ Василий делал всё возможное для налаживания и оживления церковной жизни, восстановления разрушенных и строительства новых святынь.
В июле 2008 года возглавлял делегацию Сербской православной церкви на праздновании 1020-летия крещения Киевской Руси.
25 июля 2008 года был награждён украинским орденом «За заслуги» III степени.
В 2012 году награждён орденом Республики Сербской.
В том же году подал прошение в Синод Сербской Православной Церкви об уходе на покой по состоянию здоровья.
В 2013 году против епископа были выдвинуты несколько обвинений в педофилии и мужеложестве.
1 июня 2013 года решением Священного Синода был почислен на покой.